# Pedagogisk retorik
Pedagogisk retorik är ett kunskapsområde där didaktik och retorik förenas. Ämnet anknyter till läraryrket och konsten att väcka intresse samt förståelse hos de studerande. Vidare berör ämnet förmågan att skapa en trygg lärmiljö och ett öppet samtalsklimat.

## Bakgrund
Sedan antiken har lärarrollen medfört ett politiskt uppdrag att utbilda och fostra den nya generationens medborgare till humana och demokratiska medborgare. Detta har medfört ett behov av ett gemensamt uttryckssätt i den muntliga traditionen. Den pedagogiska retoriken strävar efter att finna effektiva metoder som både skall väcka och behålla ett intresse. Förhållningssätten syftar till att erbjuda värdefulla aktiviteter och diskussioner som i sin tur skall bidra till både nytt lärande och varje elevs personliga utveckling.

## Historia
Under 1600-talet försvann retorikämnet från de europeiska universiteten till förmån för dialektiken. I dag dominerar det dialektiska synsättet vilket den akademiska uppsatsen är ett exempel på och där studenterna tränas på att renodla sina logiska argument och undvika känslor och värderingar. Genom denna utveckling har även pedagogikämnet blivit utan de kunskaper och begrepp som behandlar de muntliga uttryckens etiska och emotiva aspekter.

## Retorik eller dialektik
Aristoteles anses vara den viktigaste tänkaren inom den retoriska traditionen d.v.s. konsten att övertyga. Han systematiserade retoriken och kom fram till att människor fattar beslut utifrån tre grunder: ethos, pathos och logos. Dessa brukar kallas för retoriska bevismedel (pisteis entechnoi) och spelar en central roll i den klassiska retoriken. Ethos är talarens karaktär vilken ska övertyga genom att skapa förtroende, pathos är de känslor talet väcker hos lyssnarna och logos är de sakskäl talaren framhåller.
Platon och Sokrates hyllade istället dialektiken som den främsta vägen att söka sanning och för att övertyga. Bästa metoden för detta var att i en öppen muntlig dialog ställa logiska argument mot varandra och genom förnuftigt tänkande, språkliga färdigheter och argumentationsförmåga dra gemensamma slutsatser. Dialektiken framhåller alltså sakskälen (logos) i stor utsträckning när det gäller att bygga och etablera kunskap.

## Fördjupning
Pedagogik bidrar med kunskaper om utbildning och fostran i relation till samhälleliga mål, styrdokument och kursplaner, medan retorik undersöker språkets etiska dimensioner och dess känslopåverkande innehåll. Pedagogisk retorik förenar de bägge och berör relationen i det pågående mötet.
Ämnet berör främst den undervisande rollen och dess didaktiska val. Utifrån denna synvinkel utkristalliseras sju olika sociala roller i mötet med eleverna, läraren som:
1. partisk informatör- gestaltas i de situationer läraren ger en kortare eller längre föreläsning om ett för eleverna, okänt innehåll.
2. den stimulerande förhandlaren- agerar som en jämlike men förhåller sig neutral mellan olika uppfattningar.
3. förälder- fördjupar sig i ett samtal med elev som rör sig i gråzonen mellan skola och hem som sociala instanser.
4. domare- bedömer andra kvalitéer än de tematiska faktakunskaperna och underlättar på så vis elevens fortsatta studier.
5. hövding- ett socialt eller kulturellt ansvarstagande utöver den normala undervisningen. Här betonas den kollektiva gemenskapen och däruti varje enskild persons ansvarstagande.
6. berättare- syftar till att ge en levande och personlig bild vid sidan av traditionell klassrumsundervisning. Fri från systematik och öppnar för egna tolkningar.
7. underhållare- tillfällig utflykt från den undervisande rollen, sker medvetet och ofta spontant. Öppnar upp nya perspektiv och kan verka befriande i relation till sociala roller.[6]